# Tony Popovic
Tony Popovic, född 4 juni 1973 i Sydney, Australien, är en australisk fotbollstränare och före detta spelare. Han är huvudtränare i Melbourne Victory.

## Tränarkarriär
Den 21 april 2021 anställdes Popovic som ny huvudtränare i Melbourne Victory.